# Kościół św. Barbary w Krakowie
Kościół św. Barbary (niem. St. Barbara Kirche) – zabytkowy gotycki kościół rzymskokatolicki między placem Mariackim a Małym Rynkiem na Starym Mieście w Krakowie.
Położony obok kościoła Mariackiego. Do kościoła od strony południowej przylega dominujący na Małym Rynku budynek kurii prowincjalnej Prowincji Polski Południowej Jezuitów, zaś z drugiej strony tzw. Dom Nad Bramką z charakterystycznym arkadowym przejściem w przyziemiu.

## Historia
Wzniesiony w latach 1338–1402. Prawdopodobnie pierwotnie pełnił funkcję kościoła cmentarnego (plac Mariacki przed kościołem był przez wiele wieków cmentarzem parafialnym). W 1583 roku kościół został przekazany jezuitom. W tym czasie swoje kazania wygłaszał tutaj o. Piotr Skarga. Po kasacie zakonu jezuitów w 1773 roku, kościół przejęła Krakowska Kongregacja Kupiecka, a w roku 1796 przejęli go bożogrobcy. Od 1874 roku ponownie kościół jest w posiadaniu jezuitów.
Budynek klasztoru jezuitów wzniesiony został w XVI i XVII wieku i, oprócz klasztornych, pełnił także inne funkcje (pod nieobecność jezuitów były tu m.in. szpital, liceum i bursa); przebudowany został w latach 1908−1909 przez Józefa Pokutyńskiego.
Pod kościołem spoczywa o. Jakub Wujek, pierwszy tłumacz Biblii na język polski. Kościół wchodzi w skład tzw. Małopolskiego Szlaku Bożogrobców. 

## Architektura
Jest to gotycka budowla ceglana, jednonawowa z apsydą od strony wschodniej (od Małego Rynku). Nakryta jest dwuspadowym dachem z barokową wieżyczką na sygnaturkę, przypisywaną Franciszkowi Placidi (1763). Fasada kościoła znajduje się od strony pl. Mariackiego; jest bezwieżowa, ze szkarpą na osi, zamknięta trójkątnym szczytem. Poprzedza ją tzw. Ogrojec – kaplica cmentarna połączona z kruchtą, z zewnątrz dekorowana rzeźbiarsko, wewnątrz z mieści ołtarz z rzeźbionym przedstawieniem Modlitwy w Ogrojcu wykonanym najprawdopodobniej przez Wita Stwosza lub jego warsztat, kompozycję uzupełnia polichromia pędzla nieznanego mistrza. W zewnętrzne ściany kościoła wmurowane są epitafia, m.in. renesansowe Anny i Jerzego Pipanów (z ok. połowy XVI wieku).
Wnętrze kościoła uległo barokizacji (1688–1692); wyposażenie wykonano w latach 1700–1767. Ołtarz główny, z lat 1760–1764, zawiera gotycki krucyfiks z ok. 1420 roku. Wewnątrz, na tle późnogotyckich malowideł, stoi pełnoplastyczna grupa rzeźbiarska przedstawiająca Modlitwę w Ogrójcu, przypisywana kręgowi Wita Stwosza (XV wiek). Po lewej stronie w kaplicy-wnęce znajduje się wykonana w ostatniej dekadzie XIV wieku gotycka, kamienna rzeźba Piety, prawdopodobnie dzieło z kręgu Mistrza Pięknej Madonny Toruńskiej.
W ufundowanej przez Katarzynę Kotlicką i Kaspra Paulego poświęconej w 1609 roku kaplicy Matki Boskiej Bolesnej (początkowo pełniącej rolę kruchty, a potem do 1731 roku pw. św. Anny) wisi obraz Matki Boskiej Jurowickiej, uważany przez wyznawców za cudowny, czczony w Jurowiczach na Polesiu, a w 1886 roku ofiarowany krakowskim jezuitom. W 1913 roku nad kaplicą zbudowano pseudorenesansową kopułę z latarnią. Świątynia dysponuje 16-głosowymi organami.

## Galeria

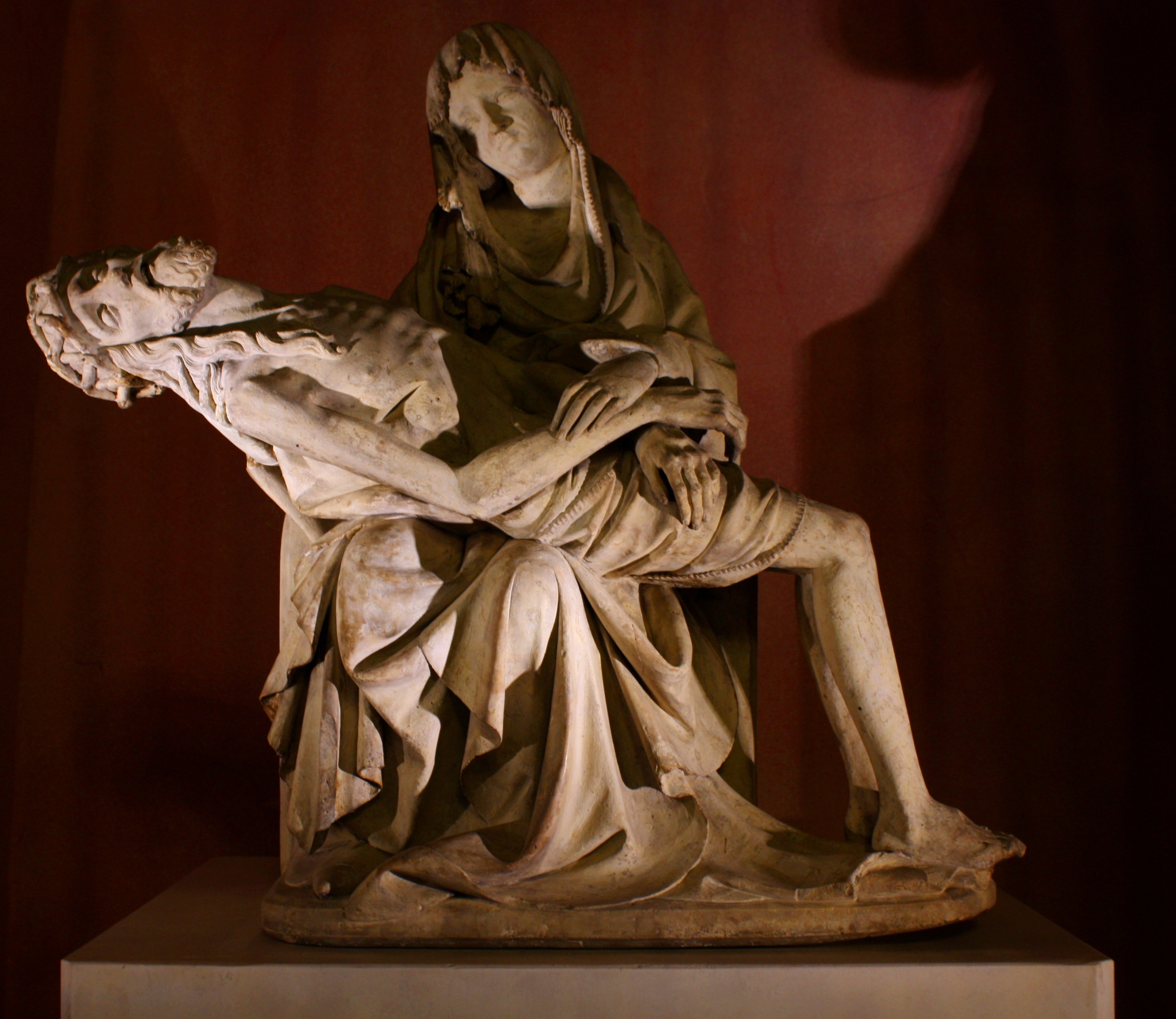
Gotycka Pietà, ok. 1390 r.
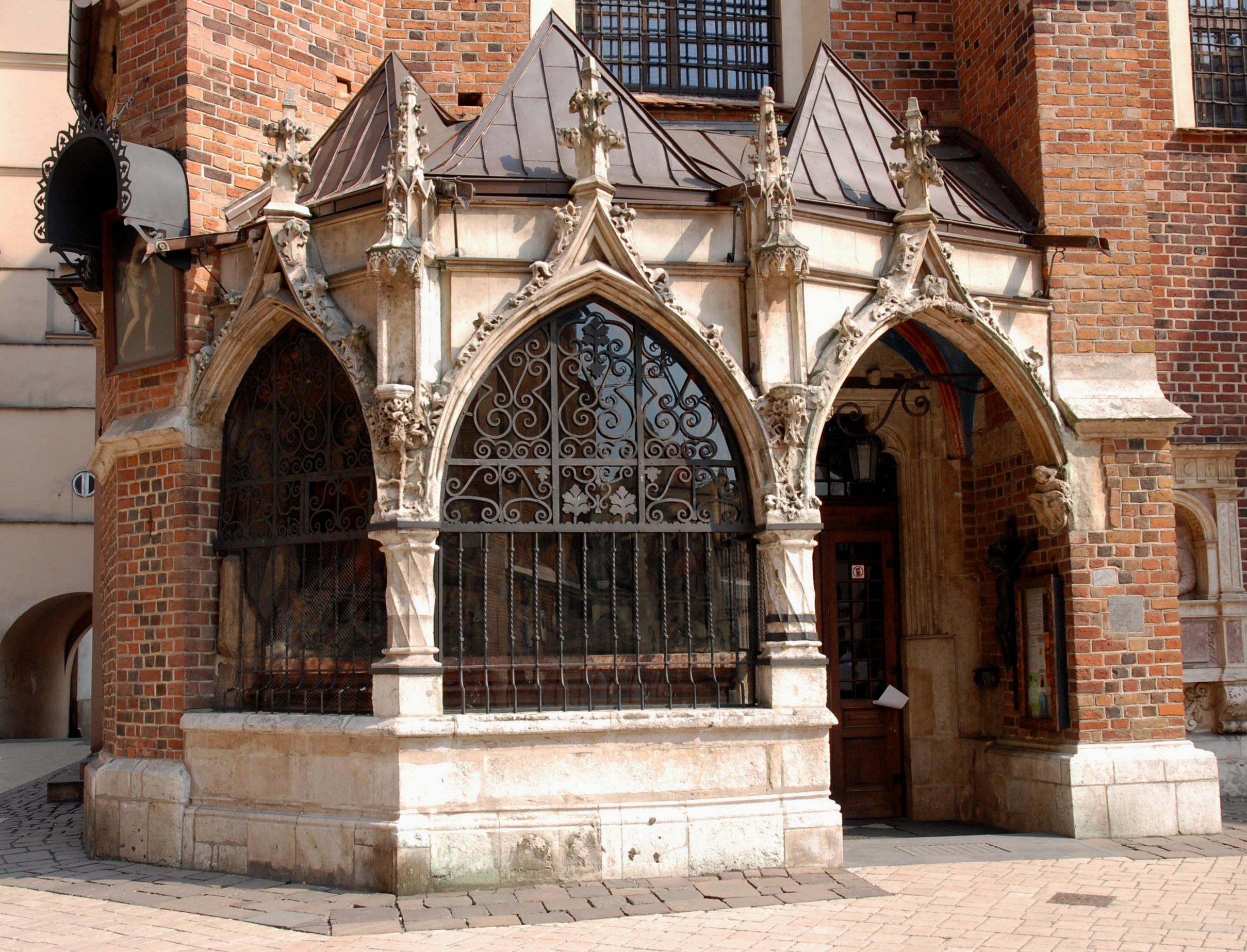
Ogrójec
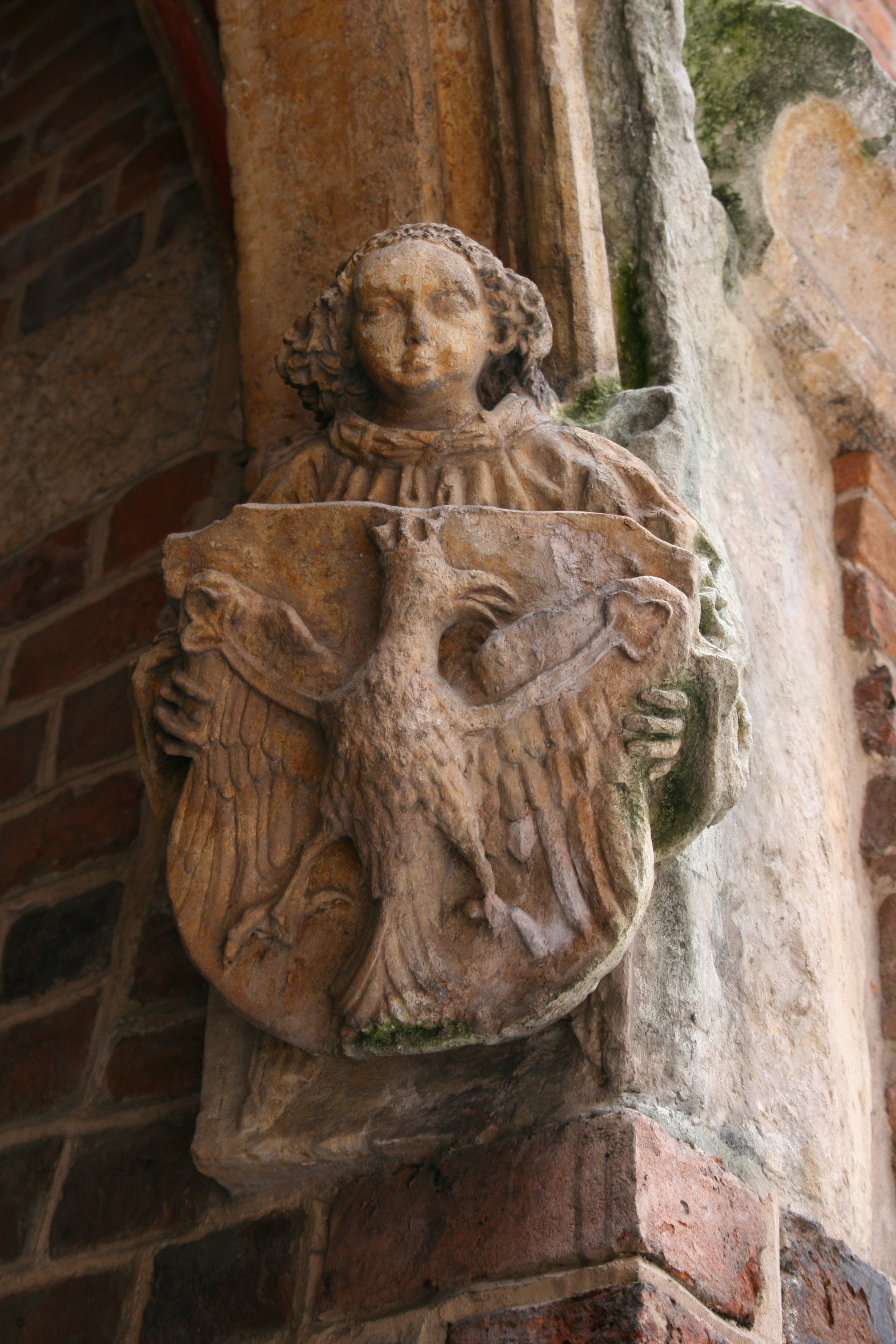
Wspornik z Ogrójca
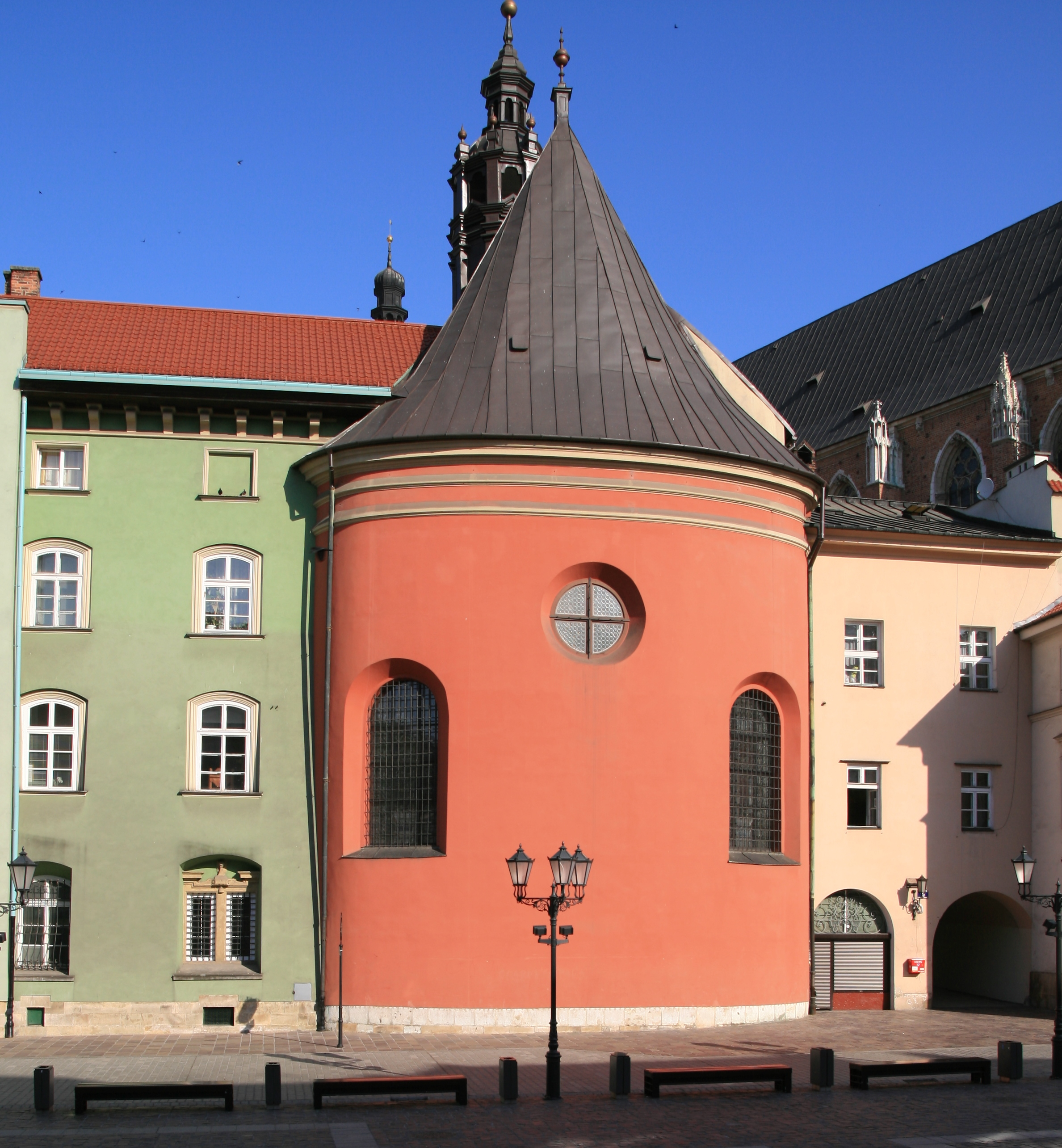
Od strony Małego Rynku
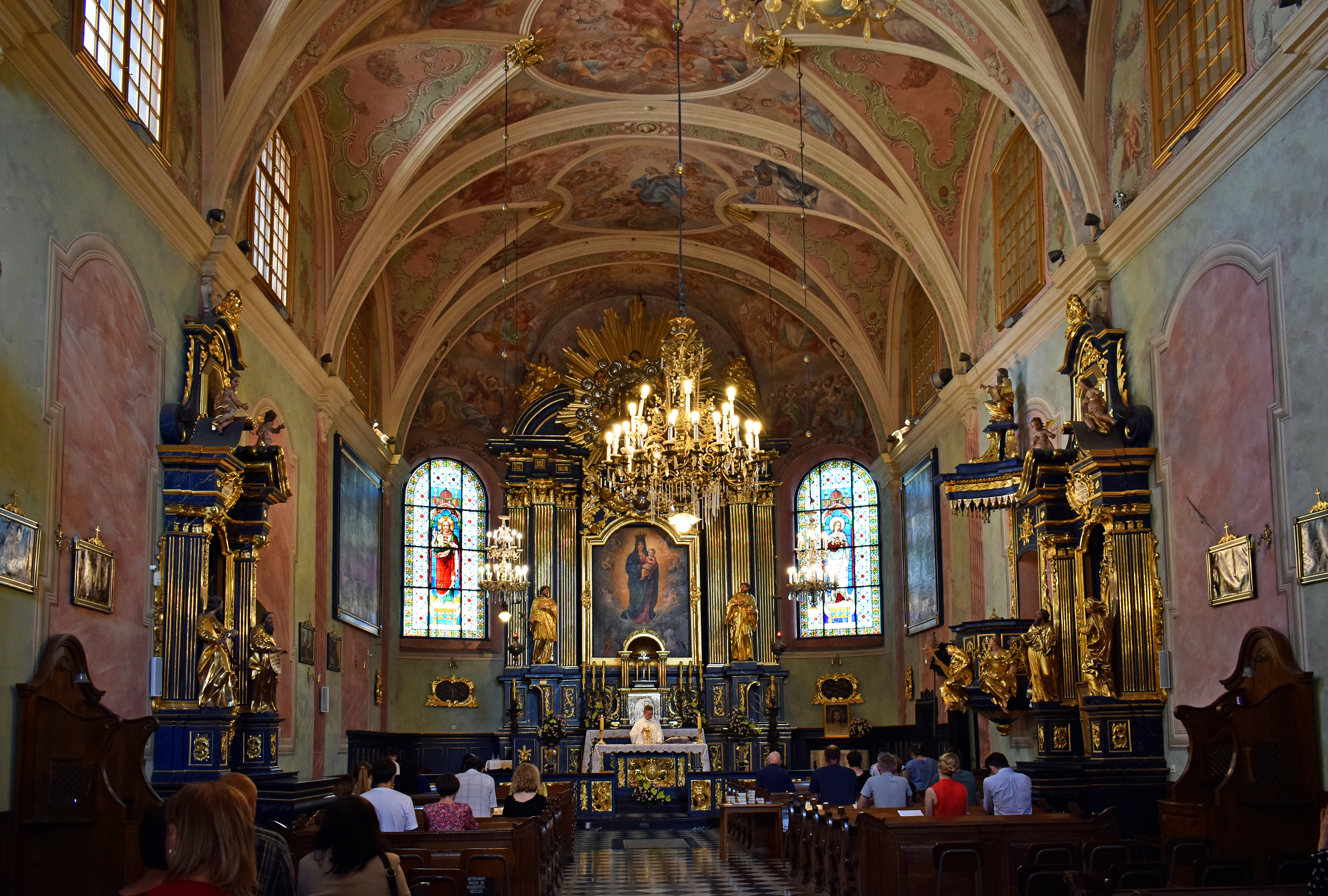
Wnętrze kościoła
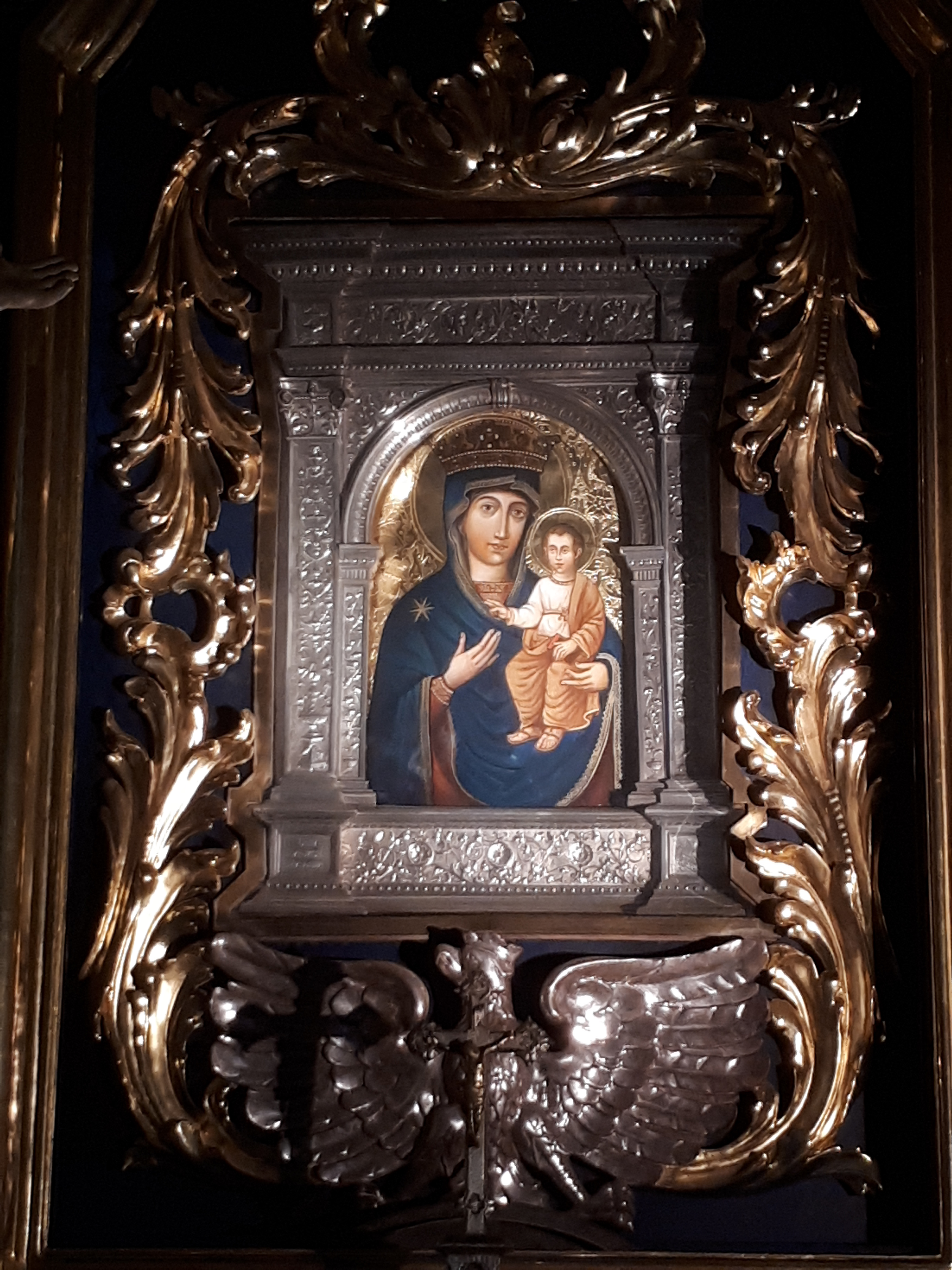
Obraz Matki Bożej Jurowickiej